# Yogsothoth
A Yogsothoth a Centroplasthelida nemzetsége, melyet külső pikkelyei alakja és kolóniaképző életmódjuk különböztet meg. 2018-ban írták le Shishkin és Zlatogursky, és molekuláris adatok alapján a Centroplasthelida egy újonnan leírt kládjának, a Chthonida rend Yogsothothina alrendjének és Yogsothothidae családjának tagja.

## Etimológia
A Yogsothoth név a H. P. Lovecraft Yog-Sothoth nevű szereplőjére utal. A névválasztás oka a lekerekített lemezes külső pikkelyekkel és kisugárzó axopódiumokkal rendelkező kolóniák képzése, melyek így Yog-Sothoth leírásához hasonlóak, mely szerint az világító gömbök együttese.

## Történet
2018 novemberében fedezték fel Shishkin és Zlatogursky, és a Panacanthocystida taxonba helyezték, miután kiderült, hogy túl kevés 18S-beékelődése van az Acanthocystida taxonba kerüléshez.

## Élőhely
Meleg tengerek partjai közelében élő tengeri élőlény. Ökológiájáról nincs sok ismeret. Közeli rokona, a Raphidiophrys pikkelyes központi sejtből kiágazó axopódiumokkal rendelkezik, és más élőlényeket ejt velük el; valószínűleg a Yogsothoth is ragadozó, mivel nem fotoszintetikus.

## Morfológia

### Sejtmorfológia
A Yogsothoth sejtje kerek, mérete 5,53–10,20 μm. A sejteket szilikáttartalmú ovális lemezes pikkelyek veszik körbe axiális bordázottsággal és hajlott peremmel, méretük mintegy 1,3 · 1–3 μm, e hossz fajtól függ. A sejtek hosszú axopódiumokat hoznak létre, melyek a kolónia felszíne felé vagy önálló sejteknél a szubsztráttól távolodó irányban tartanak, és csak a sejtfelszín kifelé irányuló részén keletkeznek. A kinetociszták az axopódiumok mentén mozognak.
A Y. knorrus típusfaj leírásakor egy másik fajt, a Y. carterit is leírták. A kettő a pikkelyek megjelenésében tér el: az Y. carteri pikkelyei nagyobbak, a külsők ezenkívül kerekebbek és mélyebbek.

### Kolóniamorfológia
A Yogsothoth sejtjei általában kolóniát alkotnak. Fajtól függően ez lehet gömbölyű 7–10 vagy lemezes vagy globuláris 2–32 sejttel. Más koloniális Centroplasthelida-tagokkal szemben a Yogsothoth sejtjei közt nincs citoplazmahíd, minden sejt teljesen önálló, bár sűrűn helyezkednek el a kerek kolóniában, melyet külső pikkelyei körülvesznek.
További különbség a Centroplasthelida tagjaitól, hogy a Yogsothoth két eltérő pikkelytípust hoz létre. A kolóniákat sűrű szilikáttartalmú külső pikkelyréteg veszi körül, melyek morfológiája fajfüggő, de e külső réteg közeli rokonaiban nem található meg. Ezek pereme befelé hajlik, változó mélységű belső nyílást létrehozva. Ennek alakja és mérete változó. A külső pikkelyek hátoldalán axiális bordázottság van a belső pikkelyekhez hasonlóan. A kúpos papillák szabálytalan koncentrikus gyűrűket alkotnak a pikkely külső felszínén, kivéve az axiális bordákat körülvevő hátulsó felszínt.
A kolóniák általában szubsztráthoz rögzítettek és nem mozognak, de lebeghetnek vagy aktívan mászhatnak, ami a Centroplasthelida kolóniaképző tagjai közt egyedi. A kolóniák töredezéssel osztódnak, az utódkolóniák maradhatnak egyazon szubsztráton vagy ellebeghetnek, elvíve az anyakolónia néhány külső pikkelyét. A kolóniáról egyes sejtek is leválhatnak.
Lamża 2023-ban a „komplex többsejtűség” felé vezető úton lévő nemzetségként írta le a Yogsothothot.

## Genetika
A Y. knorrus 18S rRNS-ét szekvenálták és rekonstrukció után néhány rokon taxonnal összehasonlították. Ez egyértelmű kapcsolatokat mutatott közeli rokon taxonokkal, különösen az Acanthocystidia és a Raphidocystidae csoportokkal. E közös szakaszok az újonnan létrehozott Panacanthocystida egyedi jellemzői. A legtöbb közös szakasz a 18S rRNS változó bővítésű régióiban történt. Egyedi helyettesítést is tartalmazott a 18S rRNS az eukarióták közt állandó részben. Ez csökkent funkciójú génterméket okozhat, mivel befolyásolhatja a riboszomális fehérjét annak más szerkezetét okozva, azonban a gén pontos működése és a helyettesítés hatása nem megerősített.

## Fordítás
Ez a szócikk részben vagy egészben  a   Yogsothoth (protist) című angol Wikipédia-szócikk ezen változatának fordításán alapul.  Az eredeti cikk szerkesztőit annak laptörténete sorolja fel. Ez a jelzés csupán a megfogalmazás eredetét és a szerzői jogokat jelzi, nem szolgál a cikkben szereplő információk forrásmegjelöléseként.